# آيت بن إبراهيم (أولاد يوسف)
آيت بن إبراهيم هو دُوَّار يقع بجماعة سيدي عيسى بن سليمان، إقليم قلعة السراغنة، جهة مراكش آسفي في المملكة المغربية. ينتمي الدوّار لمشيخة أولاد يوسف التي تضم 16 دوار. يقدر عدد سكانه بـ 282 نسمة حسب الإحصاء الرسمي للسكان والسكنى لسنة 2004.

## وصلات خارجية
- البوابة الوطنية للجماعات الترابية
- المندوبية السامية للتخطيط